# Federación Paulista de Fútbol
La Federação Paulista de Futebol (en español: Federación Paulista de Fútbol, abreviada como FPF) es el órgano rector del fútbol en el estado de Sao Paulo, Brasil. Fue fundada el 22 de abril de 1941, está afiliada a la Confederación Brasileña de Fútbol y gestiona torneos estatales: Campeonato Paulista, Copa São Paulo de Juniores, Copa Paulista de Futebol, Campeonato Paulista de Futebol Feminino y Copa Paulista Feminino.

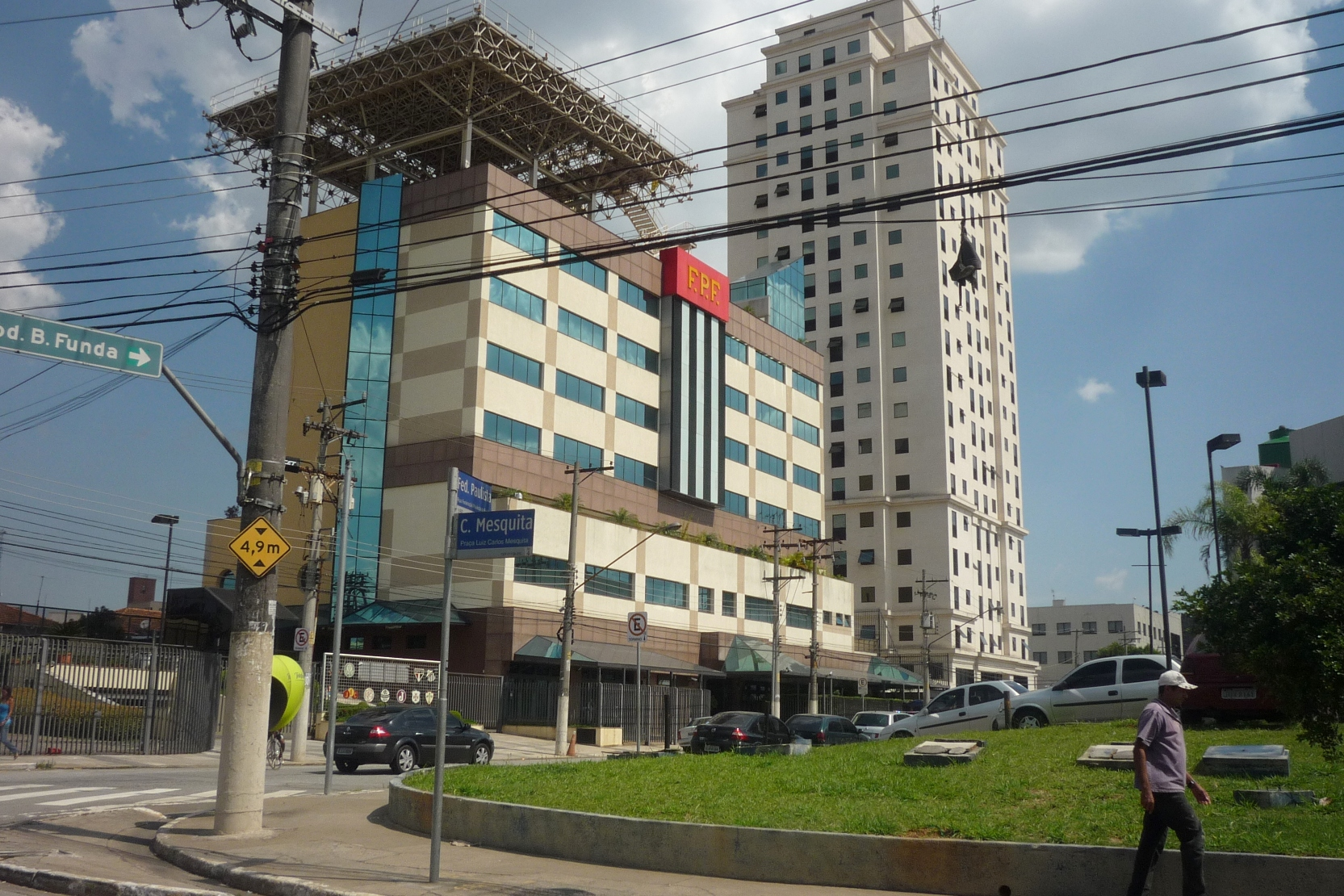
Sede en la ciudad de São Paulo